# 프란츠 폰 파펜
프란츠 요제프 헤르만 미하엘 마리아 폰 파펜(독일어: Franz Joseph Hermann Michael Maria von Papen, 1879년 10월 29일 ~ 1969년 5월 2일)은 독일의 귀족, 참모 장교, 정치인이다. 1932년 독일의 수상으로, 1932년 아돌프 히틀러 치하에서 부수상을 지냈다.
그는 바이마르 공화국 말기에 파울 폰 힌덴부르크의 측근 중의 한 사람이었다. 파펜은 나치당이 의석 수가 얼마 되지 않기 때문에 히틀러를 통제할 수 있으리라 생각하고 힌덴부르크에게 그를 수상에 임명하도록 설득했다. 그러나 파펜과 그의 동료들은 히틀러가 정권을 잡은 후 빠르게 소외되었으며, 나치가 그의 심복들 중 일부를 살해한 장검의 밤 사건 이후 정부를 떠났다. 다만 그는 1934년부터 1938년까지 주오스트리아 대사, 1939년부터 1944년까지 주터키 대사를 지내며 외무부에서 계속 근무했다.

## 어린 시절
프로이센 왕국 베스트팔렌 베를에서 프리드리히 폰 파펜-코닝겐과 안나 라우라 폰 슈테펜스에게 태어났다.  그는 2명의 다른 형제·자매와 함께 부유한 로마 가톨릭 집안에서 자라왔다.
11세의 나이에 그는 벤스베르크에서 생도 학교에 가입하여 리흐테어펠데에 있는 프로이센 군사 학교에서 자신의 군사 훈련을 완료하였다. 파펜은 카이저의 궁전에서 군사 수행원을 지내고 소위로서 자신의 부친의 연대에 입대하였다.  1913년 그는 대위로서 대장군참모의 일원이 되었다.
그는 가장 좋은 기수이자 평민보다 귀족이 우월하다고 믿은 늠름한 청년이었다. 그는 프랑스어와 영어에 능통하여 자신의 청년 시절 동안 유럽, 중동과 북아메리카를 통하여 여행을 다녔다.

## 경력
1913년 미국 주재 독일 대사관의 주재무관으로 임명되었다. 그는 또한 멕시코를 독일의 영향력 아래로 가져가려는 노력으로 자신이 빅토리아노 우에르타 장군의 군대에 무기를 판매하는 데 관여했던 멕시코에서 독일 주재무관이기도 했다. 그는 제1차 세계 대전이 일어난 동안 미국으로부터 독일을 위하여 무기를 매입하려고 시도했으나 영국의 운송 봉쇄로 인해 방해를 받았다. 그는 미국에서 동맹국 자산의 사보타주와 캐나다의 침입 계획에 연루되었다. 1914년에는 인도-독일 음모에 참여하여 캘리포니아주에서 인도의 반영 국가주의자들을 위하여 무기들을 마련하였다. 결과로서 그는 미국으로부터 추방되어 독일로 귀국하였고, 철십자 훈장이 수여되었다. 이후에도 그는 비밀 활동들을 지속하였고 1916년의 부활절 봉기에서 영국군에 대항하는 아일랜드의 자원봉사자들에게 무기를 공급하는 데 중개인으로 활동하였다.
이후 그는 제1차 세계 대전 동안 플랑드르에서 제4경비병 보병대의 93연대의 제2예비대대를 지휘하였다. 그는 솜 전투와 비미 능선 전투에서 싸웠고 1917년 철십자 1등상이 수여되었다. 그러고 나서 중동으로 옮겨져 팔레스타인에서 오스만 제국과 함께 대장군참모에 복무하였다. 전쟁의 말기에 파펜은 중령의 계급으로 진급되었다. 그러나 연합국과 휴전이 발효되자 명령을 복종하는 데 거부하였고, 자신에 대한 불복종 혐의가 제기된 후 군사 복무를 떠났다.
1920년 4월 그는 루르에서 공산당의 반란에 대항하는 자유군단을 맡았다. 그는 정계에 입문하여 민주주의을 거부하는 독일 중앙당의 군주주의적 반유대주의 파벌에 가입하였다. 그는 프로이센 국회의 의원이 되어 대통령 정부를 환영하였으나, 더욱 완전한 독재를 지지하였다.
1932년 6월 파펜은 쿠르트 폰 슐라이허의 요청에 따라 파울 폰 힌덴부르크 대통령에 의하여 총리로 임명되었다. 곧 그는 아돌프 히틀러를 만나 나치당에 가까워졌다. 그는 자신을 프로이센의 위원으로 선언함에 있어 중앙당으로부터 헤어져 항소권을 제안하는 법률을 도입하였다. 그해 11월 그는 북해와 발트해를 통제하는 데 독일 해군을 확장시키면서 베르사유 조약을 위반하였다.  
이후 그는 당의 지지를 잃었고, 총리직은 슐라이허에 의하여 대체되었다. 이에 파펜은 슐라이허에 대한 음모를 꾸며 1933년 1월 힌덴부르크와 비밀 거래로 히틀러에게 지지를 주어, 히틀러가 총리로 되는 것을 도왔다. 이후 파펜은 그 대가로 부총리이자 프로이센의 총리가 되었다.
그러나 히틀러와 그의 동맹자들은 파펜을 소외시키고 권력을 나치당의 손 안에 놓았다. 파펜은 별다른 수 없이 중앙당을 파괴시키는 히틀러의 계획들을 도우면서도 가톨릭을 섬겼다. 그는 유럽의 곳곳을 돌아다니며 가톨릭교회와 협상하기 위해 로마를 방문하기도 하였다. 이 동안 파펜은 히틀러와 계속 충돌하였고 결국 장검의 밤으로 알려진 숙청 과정에서 보호 구금에 처해졌다.
그는 부총리직에서 축출되었으나 그 대신 오스트리아 주재 대사로 임명되었다. 그곳에서 파펜은 오스트리아가 독일과 합병하게 되는 과정에 도움을 주었다. 오스트리아에서의 성공 이후 그는 1939년부터 1944년까지 터키 주재 독일 대사로 임명되었다. 제2차 세계 대전 동안 그는 경제적 압박을 가하여 터키가 독일에 대항하는 연합국에 가입하지 못하도록 막는 데 힘썼다. 이후 귀국하였을 때 히틀러에 의하여 전쟁 공로 십자상이 수여되었다.
파펜은 전쟁이 끝난 후 체포되었고 뉘른베르크 재판에서 피고가 되었으나 모든 혐의에 대해 무죄를 선고받았다. 그러나 이후 서독의 탈나치화 법원에 의하여 8년 노동형을 선고받았다. 그는 1949년 석방되었으나 1954년까지 독일에서 출판 금지를 당했다.
그의 정계 재입문 시도는 실패하였고, 이후 자신의 활동을 방어하는 데 다수의 책과 기사를 쓰다가 1969년 5월 89세의 나이로 사망했다.

## 개인 생활과 유산
파펜은 베를의 부유한 로마 가톨릭 귀족 가문에 속하였다. 1905년 구눈 마르타 폰 보흐갈하우과 결혼하였다. 그녀는 부유한 산업가의 딸이었고, 부인의 가족으로부터 지참금이 그의 재산에 추가되어 그를 가장 부유한 인물 중 하나로 만들었다.
그는 프리드리히 폰 베른하르디 장군의 저서들에 크게 영향을 받았고, 국가의 생존에 있어서 강한 군사력의 중요성을 믿었다.
그는 양 대전 동안 세계 정세에 영향을 끼친 주요 인물 중 하나였다.  그는 《독수리의 눈》(1918년), 《히틀러: 악의 탄생》(2003년)과 《뉘른베르크:재판의 나치당원들》(2006년) 같은 그 시기에 관한 많은 영화와 텔레비전 시리즈에 묘사되었다.

## 트리비아
- 그는 제1차 세계 대전의 말기 동안 팔레스타인에서 "투르크 제4군"의 참모장을 지냈다.

- 나치당을 달래는 목적에 그는 그들의 의회 돌격대에 대한 금지령을 해제하였고 프로이센에서 사회민주당 정부를 해임하였다.

- 그는 자신이 자신의 우파 견해를 확산시키는 데 이용했던 "게르마니아"로 알려진 지도적인 신문에 큰 지분을 가졌다.

- 1959년 그는 교황 요한 23세에 의하여 교황의 시종으로 임명되었다.

## 저서
- Appell an das deutsche Gewissen. Reden zur nationalen Revolution, Stalling, Oldenburg, 1933
- Franz von Papen Memoirs, Translated by Brian Connell, Andre Deutsch, London, 1952
- Der Wahrheit eine Gasse, Paul List Verlag, München 1952
- Europa, was nun? Betrachtungen zur Politik der Westmächte, Göttinger Verlags-Anstalt, Göttingen 1954
- Vom Scheitern einer Demokratie. 1930 – 1933, Hase und Koehler, Mainz 1968

## 참고 문헌
- Benz, Wolfgang. A Concise History of the Third Reich. Berkeley, CA: University of California Press, 2007.
- Blandford, Edmund L. SS Intelligence: The Nazi Secret Service. Edison, NJ: Castle, 2001.
- Braatz, Werner Ernst. Franz von Papen and the Movement of Anschluss with Austria, 1934-1938: An Episode in German Diplomacy. Madison, WI: University of Wisconsin Press, 1953.
- Bracher, Karl Dietrich Die Auflösung der Weimarer Republik; eine Studie zum Problem des Machtverfalls in der Demokratie Villingen: Schwarzwald,Ring-Verlag, 1971.
- Bracher, Karl Dietrich. The German Dictatorship: The Origins, Structure, and Effects of National Socialism. New York: Praeger Publishers, 1970.
- Brereton, Lewis H. The Brereton Diaries: The War in the Air in the Pacific, Middle East and Europe, 3 October 1941 - 8 May 1945. New York: William Morrow, 1946.
- Dams, Carsten, and Michael Stolle. The Gestapo: Power and Terror in the Third Reich. New York: Oxford University Press, 2014.
- Evans, Richard J. The Third Reich in Power. New York: Penguin, 2006.
- Fest, Joachim C. Hitler. Orlando, FL.: Harcourt Inc., 2002.
- Fischer, Klaus. Nazi Germany: A New History. New York: Continuum, 1995.
- Fulbrook, Mary. A Concise History of Germany. New York & Cambridge: Cambridge University Press, 2004.
- Grzebyk, Patrycja. Criminal Responsibility for the Crime of Aggression. New York: Routledge, 2013.
- Hagerman, Bart. War Stories: The Men of the Airborne. Paducah, Ky.: Turner Pub. Co, 1993.
- Hildebrand, Klaus. The Third Reich. London & New York: Routledge, 1986.
- Höhne, Heinz. The Order of the Death’s Head: The Story of Hitler’s SS. New York: Penguin Press, 2001.
- Jones, Larry Eugene (2005), “Franz von Papen, the German Center Party, and the Failure of Catholic Conservatism in the Weimar Republic”, 《Central European History》 38 (2): 191–217, doi:10.1163/156916105775563670.
- Kershaw, Ian Hitler: 1889–1936: Hubris New York: Norton, 1998.
- Papen, Franz von. Memoirs. London: Andre Deutsch, 1952.
- Read, Anthony. The Devil’s Disciples: Hitler’s Inner Circle. New York & London: W. W. Norton & Company, 2005.
- Schulze, Hagen. Germany: A New History. Cambridge, MA: Harvard University Press, 2001.
- Shirer, William L. The Rise and Fall of the Third Reich. New York: Simon & Schuster, 1960.
- Spielvogel, Jackson J. Hitler and Nazi Germany: A History. New York: Prentice Hall, 2004.
- Sudoplatov, Pavel. Special Tasks: The Memoirs of an Unwanted Witness—A Soviet Spymaster. Boston: Little, Brown and Company, 1994.
- Turner, Henry Ashby Hitler's thirty days to power: January 1933, Reading, Mass. : Addison-Wesley, 1996.
- Weinberg, Gerhard L. Germany, Hitler, and World War II: Essays in Modern German and World History. New York & Cambridge: Cambridge University Press, 1996.
- Weinberg, Gerhard L. Hitler’s Foreign Policy 1933-1939: The Road to World War II. New York: Enigma Books, 2005.
- Wheeler-Bennett, Sir John The Nemesis of Power: German Army in Politics, 1918 – 1945 New York: Palgrave Macmillan Publishing Company, 2005.
- Wistrich, Robert S. Who's Who in Nazi Germany. London and New York: Routledge, 1995.